# Gyminda latifolia
Gyminda latifolia är en benvedsväxtart. Gyminda latifolia ingår i släktet Gyminda och familjen Celastraceae.

## Underarter
Arten delas in i följande underarter:
- G. l. glaucifolia
- G. l. latifolia